# پیترو سیانچی
پیترو سیانچی (انگلیسی: Pietro Cianci؛ زادهٔ ۲ فوریهٔ ۱۹۹۶) بازیکن فوتبال است.
از باشگاه‌هایی که در آن بازی کرده‌است می‌توان به باشگاه فوتبال روبور سیه‌نا اشاره کرد.